# Göstlinger Alpen
Die Göstlinger Alpen sind eine etwa 25 km lange und 15 km breite niederösterreichisch-steirische Bergkette entlang der Grenze zwischen Niederösterreich und Steiermark. Sie haben ihren Namen nach Göstling an der Ybbs, dem im Oberlauf der Ybbs gelegenen Ort, und erreichen im bekannten Schigebiet des Hochkar eine Höhe von 1808 m ü. A. und im östlicher gelegenen Dürrenstein 1878 m ü. A.
Die Gebirgsgruppe, in der Kalkgestein und Dolomitgestein vorherrscht, wird zur größeren Einheit der Ybbstaler Alpen gezählt, die ihrerseits mit den anschließenden Türnitzer Alpen und Teilen des Wienerwaldes die östlichen Ausläufer der Nördlichen Kalkalpen bilden. Touristisch bietet sie zahlreiche Berg- und Wanderwege mit weitem  Ausblick, einige Schigebiete sowie Themenwege der früheren Eisen-Verarbeitung.
Ihre wichtigsten Gipfel sind (von Westen nach Osten):
- Lärmerstange (1.477 m), Stumpfmauer (1.770 m) und Gamsstein/Hochkogel (1.774 m)
- der langgezogene Königsberg (südlich der Orte Hollenstein an der Ybbs und Göstling)
- der Hauptkamm mit dem Hochkar (größtes Schigebiet Niederösterreichs) und Ringkogel (1.669 m)
- die niedrigeren Berge im Osten mit der Hochkirche (1.485 m) und dem Rothwald-Plateau
- das im Nordosten vorgelagerte Dürrensteinmassiv (1.878 m), das morphologisch bereits dem dominierenden Berg der Region, dem breiten Ötscher ähnelt.

Direkt westlich des Hochkar wird der Hauptkamm vom Tal des Mendlingbaches durchschnitten, der es von den zwei erstgenannten Berggruppen trennt. Zwischen Hochkar- und Dürrensteinmassiv hat der Steinbach mit dem Ort Hochtal eine weniger deutliche Trennlinie erodiert, während die Südbegrenzung zu Hochschwab und Kräuterin von der wasserreichen, tief eingeschnittenen Salza und deren Nebenfluss im Holzäpfeltal gebildet wird.
Die benachbarten Gebirgsgruppen sind: im Westen die Ennstaler Alpen, im Südwesten die Ränder des ausgedehnten Hochschwab-Massivs, im Südosten der Kalkstock der Kräuterin und im Osten die Zellerhüte und Zeller Staritzen, die zu den Mariazeller Bergen gehören.